# Hãng bia lâu đài Kaltenberg König Ludwig
Hãng bia lâu đài Kaltenberg König Ludwig hay gọi tắt Hãng bia  König Ludwig, là một hãng bia ở Fürstenfeldbruck, Oberbayern, Đức. Khẩu hiệu của họ, "Bier von königlicher Hoheit", hay "Bia của hoàng gia", đề cập đến di sản của hãng bia có thể bắt nguồn từ Vương quốc Bayern, Hãng bia lâu đài Kaltenberg König Ludwig, gắn liền Hãng bia lâu đài Kaltenberg König Ludwig với bia và làm bia. Chủ sở hữu hiện tại, vương tử Luitpold von Bayern, là cháu chắt của Vua cuối cùng của Bayern, Ludwig III, và  là hậu duệ của những người ký Luật Tinh khiết Bier Bayern năm 1516, và Ludwig I, người có lễ cưới đánh dấu lễ hội Oktoberfest đầu tiên.

## Lịch sử

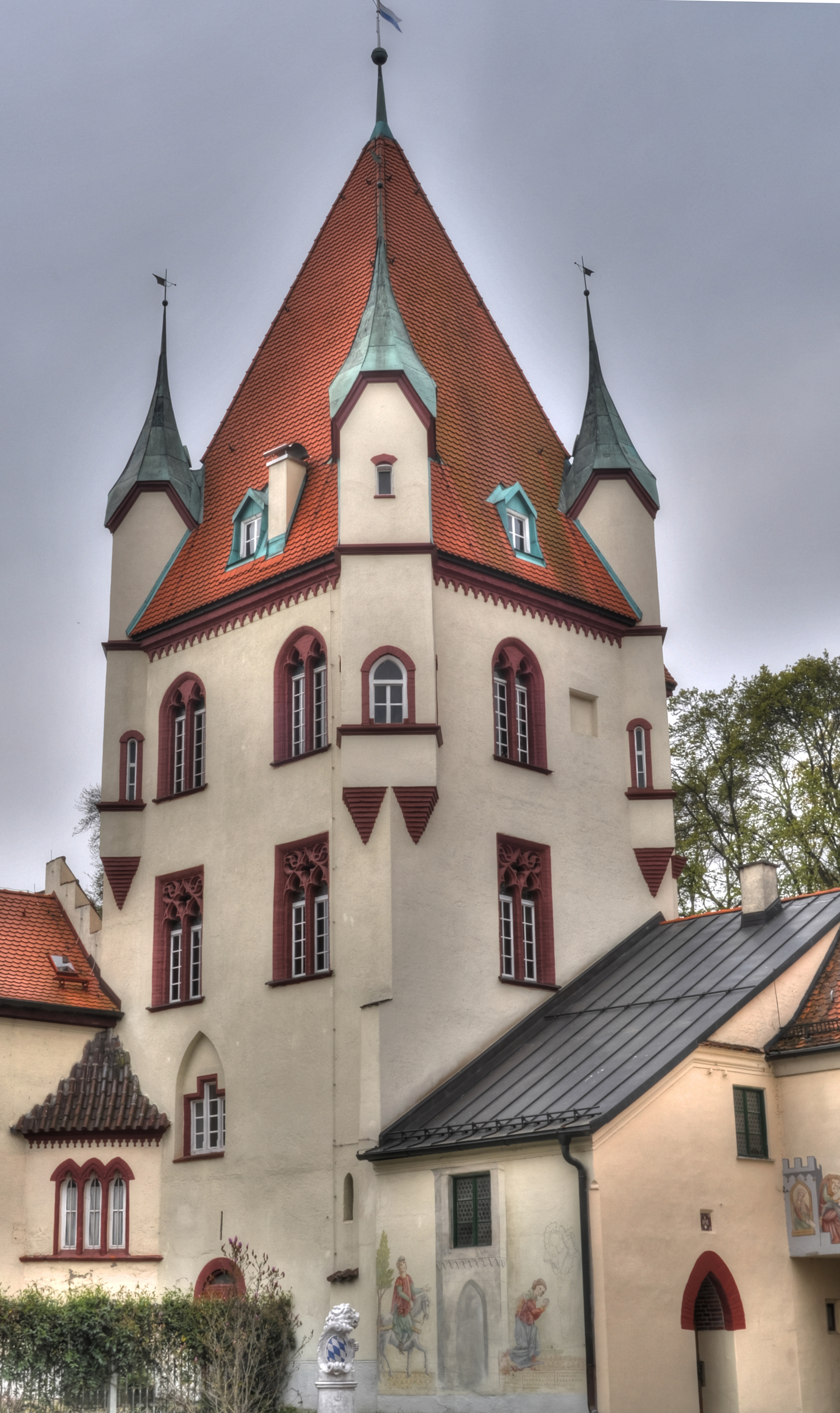
Lâu đài Kaltenberg

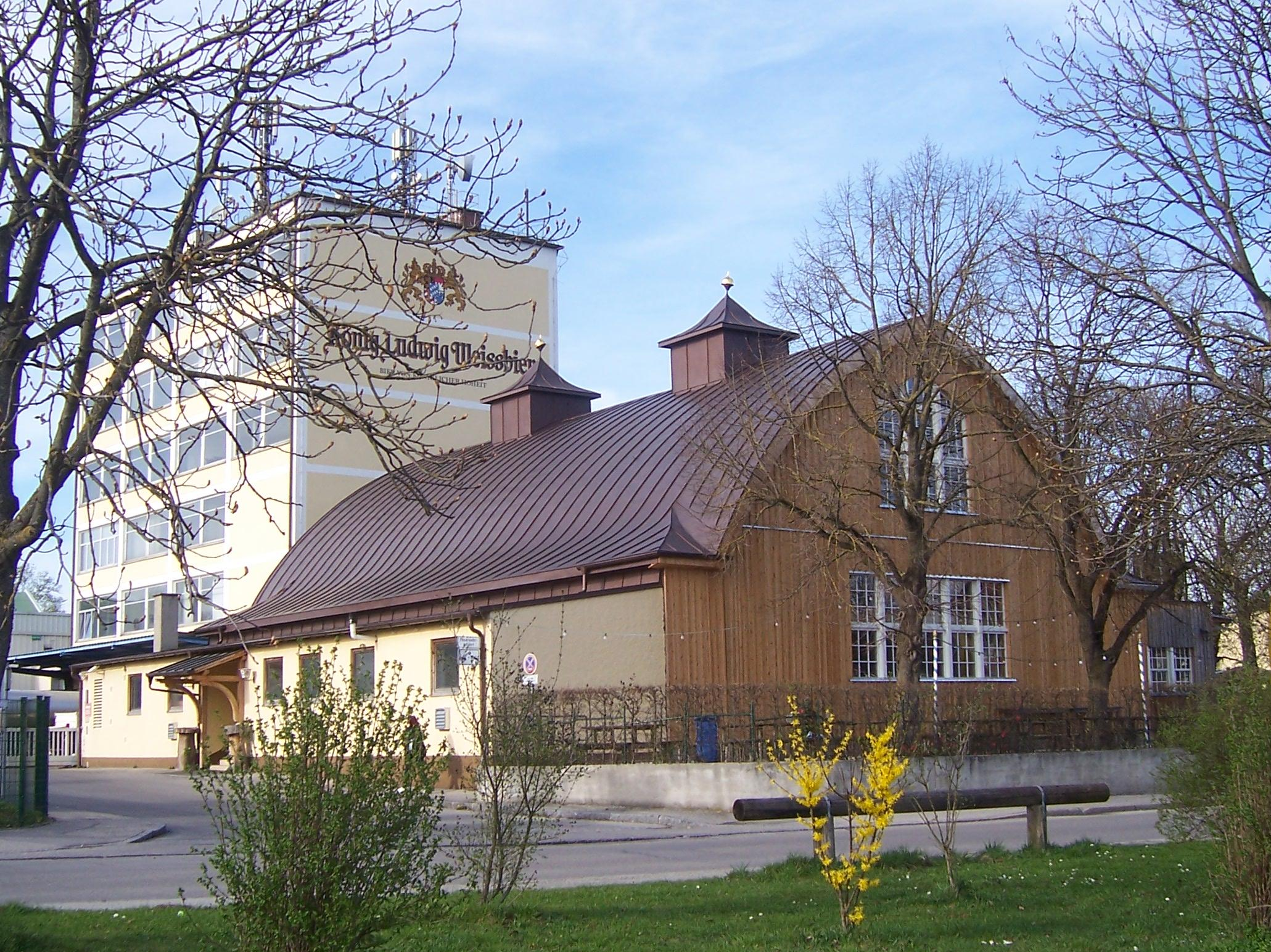
Hãng bia Marthabräu

Vương tộc Wittelsbach được biết có sở hữu một hãng bia vào năm 1260. 32 năm sau, Rudolf I, Công tước xứ Bayern đã xây dựng lâu đài Kaltenberg, nơi có cơ sở của hãng bia ngày nay. Nhà máy bia còn tồn tại ngày nay được mở cửa vào năm 1870.
Năm 1980, hãng bia Marthabräu ở Fürstenfeldbruck được mua lại, nơi đặt trụ sở chính của công ty và là nơi diễn ra một phần lớn hoạt động sản xuất của công ty. Năm 2001, Hoàng tử Luitpold tham gia hợp tác 50/50 với Warsteiner. Một hãng bia nhỏ hơn ở Holzkirchen cũng được nhập vào vào công ty vào năm 2007,  và một doanh nghiệp liên doanh được thành lập với Postbrauerei ở Thannhausen.
Tính đến năm 2004, sản lượng lên đến 340.000 hecto lít hàng năm, trong đó 100.000 được sản xuất tại các cơ sở ở lâu đài Kaltenberg. Phần lớn hoạt động sản xuất quốc tế diễn ra  với giấy phép ở Vương quốc Anh, Thụy Điển, Ấn Độ, Indonesia và Croatia có thương hiệu Kaltenberg.

## Loại bia
Thương hiệu König Ludwig
- König Ludwig Weissbier Hell
- König Ludwig Weissbier Dunkel
- König Ludwig Weissbier Kristall
- König Ludwig Weissbier Leicht

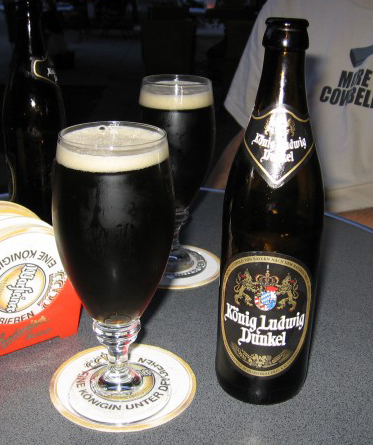
Ly bia König Ludwig Dunkel.

- König Ludwig Weissbier Alkoholfrei
- König Ludwig Dunkel
- König Ludwig Hell

Thương hiệu Kaltenberg
- Kaltenberg Spezial
- Kaltenberg Schloss-Keller Naturtrüb
- Kaltenberg 3,8
- Kaltenberg Leicht
- Kaltenberg Ritterbock
- Kaltenberg Pils (Croatia)[5]
- Kaltenberg Royal Lager (India)[6]
- Königliches Festtagsbier
- Prinzregent Luitpold Weizenbock